# Janusz Palikot

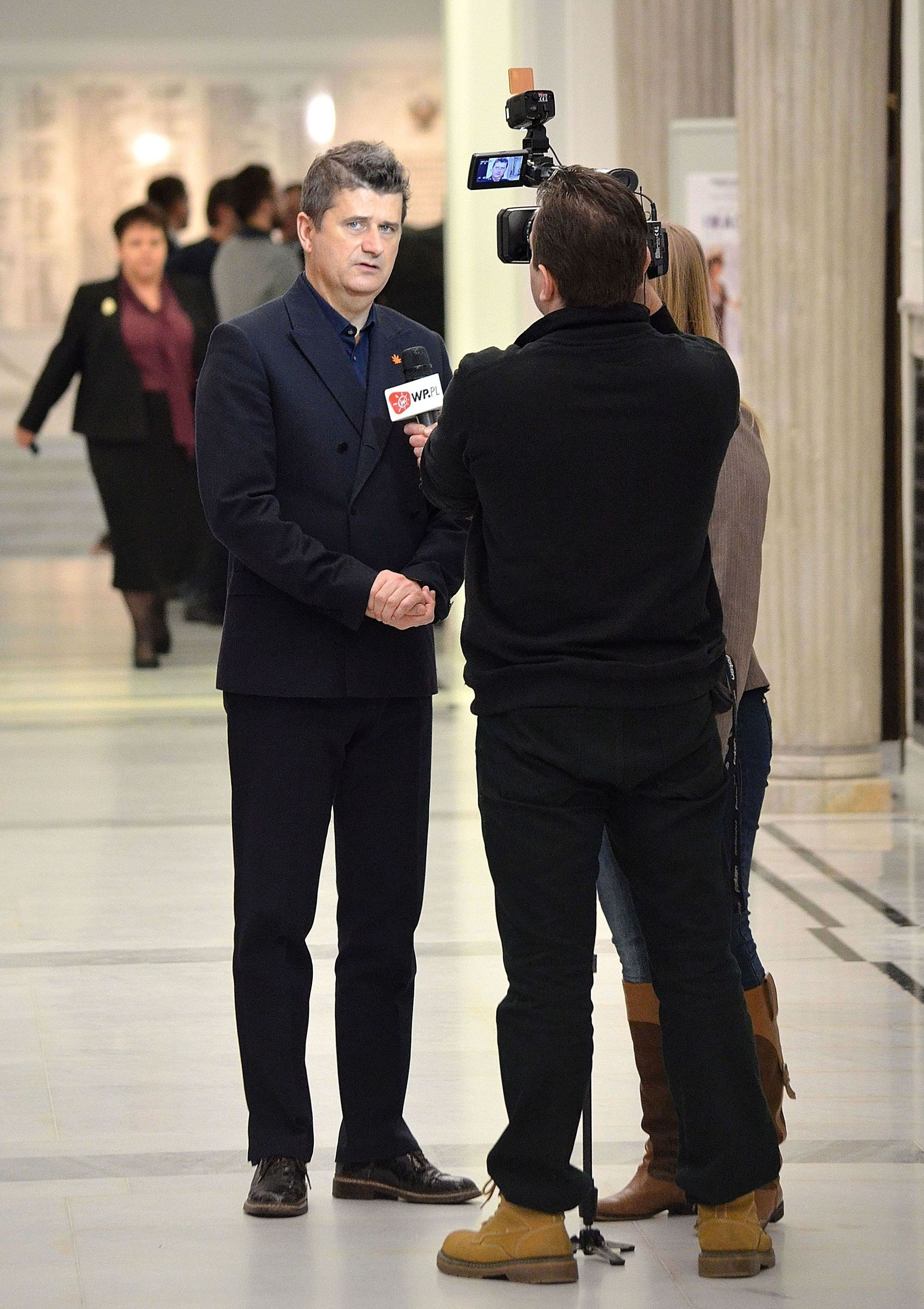
Janusz Palikot udzielający wywiadu w Korytarzu Marszałkowskim w gmachu Sejmu (2013)

Janusz Marian Palikot (ur. 26 października 1964 w Biłgoraju) – polski polityk i przedsiębiorca związany m.in. z branżą napojów alkoholowych, z wykształcenia filozof. Poseł na Sejm V, VI i VII kadencji, założyciel partii Ruch Palikota, przekształconej w Twój Ruch. Kandydat w wyborach prezydenckich w 2015.

## Życiorys

### Rodzina i wykształcenie
Jego matka Czesława przeżyła pobyt w obozie koncentracyjnym na Majdanku, po wojnie była zastępczynią dyrektora w zakładach metalowych, należała do PZPR; zmarła w 2013. Jego ojciec Marian również był członkiem PZPR, wystąpił z partii w 1982 po tym, jak jego syn był represjonowany w związku z działalnością opozycyjną; zm. w 1992.
Janusz Palikot uczył się w I Liceum Ogólnokształcącym w Biłgoraju. Przeniósł się następnie do L Liceum Ogólnokształcącego im. Ruy Barbosy w Warszawie, którego został absolwentem. Później studiował na Wydziale Filozofii Katolickiego Uniwersytetu Lubelskiego. Jest absolwentem Uniwersytetu Warszawskiego, na którym obronił pracę magisterską dotyczącą Krytyki czystego rozumu Immanuela Kanta, której promotorem był Marek Siemek. W okresie studiów zajął się handlem, a na początku lat 90. prowadzeniem działalności gospodarczej.

### Działalność zawodowa
W latach 1987–1989 był pracownikiem naukowym Instytutu Filozofii Polskiej Akademii Nauk.
W 1989 utworzył zakład produkujący palety, które eksportował do krajów Europy Zachodniej. W 1990 utworzył produkującą wina musujące firmę „Ambra”, w której przez jedenaście lat zajmował stanowisko prezesa zarządu. Po sprzedaży udziałów w tym przedsiębiorstwie założył następną spółkę Jabłonna, poprzez którą kontrolował Polmos Lublin, produkujący m.in. wódkę Żołądkową Gorzką. Akcje Polmosu sprzedał w 2006 po wprowadzeniu spółki na giełdę.
Był także współwłaścicielem wydawnictwa słowo/obraz terytoria. Do 2005 pełnił funkcję wiceprezesa Polskiej Rady Biznesu i Polskiej Konfederacji Pracodawców Prywatnych, zasiadał w Komisji Trójstronnej. Był większościowym udziałowcem spółki Ozon Media, w latach 2005–2006 wydającej tygodnik „Ozon”.
W 2018 kupił od Marka Jakubiaka Browar Tenczynek w Tenczynku koło Krzeszowic. Założyciel spółki Alembik Polska, a także właściciel sieci restauracji z własnymi destylarniami, łączących produkcję alkoholu, wypiek pieczywa i przygotowywanie przekąsek. Inicjator licznych akcji crowdfundingowych (m.in. na produkcję piwa bezalkoholowego, piw leżakowanych i wódki kraftowej); do 2021 pozyskał w ten sposób około 20 mln zł. W 2020 wraz z Kubą Wojewódzkim założył spółkę Przyjazne Państwo, zajmującą się produkcją alkoholi i napojów bezalkoholowych z dodatkiem CBD.

### Działalność polityczna
W czerwcu 2005 ogłosił dołączenie do regionalnych struktur Platformy Obywatelskiej w Lublinie. W wyborach parlamentarnych w tym samym roku wystartował do Sejmu z listy PO, zdobył 26 275 głosów i uzyskał mandat poselski. W sprawie domniemanego finansowania jego kampanii wyborczej przez podstawionych ludzi, w tym emerytów i studentów w Prokuraturze Okręgowej w Radomiu było prowadzone śledztwo, zostało ono umorzone w 2009, a następnie wznowione. Był członkiem prezydium Klubu Parlamentarnego PO oraz Komisji Kultury i Środków Przekazu.
W wyborach parlamentarnych w 2007 po raz drugi uzyskał mandat poselski, otrzymując 44 186 głosów. W VI kadencji został członkiem Komisji Odpowiedzialności Konstytucyjnej, do 2009 kierował Komisją Nadzwyczajną do spraw związanych z ograniczaniem biurokracji „Przyjazne Państwo”, następnie został jej wiceprzewodniczącym, a w październiku 2009 ponownie przewodniczącym (po roku został ponownie odwołany). W tym samym miesiącu wybrany został na wiceprzewodniczącego Klubu Parlamentarnego Platformy Obywatelskiej (funkcję tę pełnił do sierpnia 2010).
W październiku 2010 podczas kongresu założycielskiego Stowarzyszenia „Ruch Poparcia Palikota” zapowiedział rezygnację z członkostwa w PO, w związku z planami założenia własnej partii politycznej oraz złożenie mandatu poselskiego w grudniu 2010. Z członkostwa w klubie i partii zrezygnował jednak już 6 października, natomiast mandat poselski złożył ostatecznie 10 stycznia 2011, dzień po przekazaniu legitymacji poselskiej na licytację WOŚP.
18 października 2010 zostało zarejestrowane stowarzyszenie RPP, a 4 dni później – partia Ruch Poparcia. W związku z możliwością wykreślenia tej ostatniej z ewidencji partii politycznych, z powodu niezłożenia sprawozdania finansowego, złożył wniosek o rejestrację nowej partii Ruch Palikota, która została wpisana do ewidencji 1 czerwca 2011. 2 lipca 2011 został wybrany na przewodniczącego tej partii.
W wyborach w 2011 kierowana przez niego partia zajęła 3. miejsce. Janusz Palikot ponownie uzyskał mandat poselski, startując w okręgu warszawskim i otrzymując 94 811 głosów. Został następnie wybrany na przewodniczącego KP Ruchu Palikota w Sejmie VII kadencji. W 2013 wspólnie z Aleksandrem Kwaśniewskim i Markiem Siwcem założył ruch Europa Plus, który stał się stowarzyszeniem i koalicją kilku lewicowych i centrowych ugrupowań politycznych (po wyborach europejskich w 2014, w których nie osiągnęła progu, przestała ona istnieć). W październiku 2013 na nadzwyczajnym kongresie Ruch Palikota przekształcił się w ugrupowanie Twój Ruch, a Janusz Palikot został przewodniczącym nowej formacji.
14 grudnia 2014 zadeklarował start w wyborach prezydenckich w 2015 jako kandydat Twojego Ruchu. 11 lutego 2015 został zarejestrowany jego komitet wyborczy. 5 marca 2015 Janusz Palikot poinformował o rozwiązaniu (poprzedniego dnia) klubu poselskiego Twojego Ruchu i powołaniu na jego miejsce koła poselskiego Ruch Palikota. W przeprowadzonych 10 maja 2015 wyborach zajął 7. miejsce wśród 11 kandydatów, zdobywając 211 242 głosy, co stanowiło 1,42% głosów ważnych. Przed drugą turą głosowania nie poparł żadnego kandydata.
Na kongresie TR 20 czerwca tego samego roku ponownie został wybrany na przewodniczącego partii, przy czym w wyniku zmiany statutu objął parytetowe przewodnictwo wraz z Barbarą Nowacką (która niespełna dwa lata później odeszła z ugrupowania). 11 września 2015 zrzekł się mandatu poselskiego, umożliwiając jego objęcie przez Andrzeja Dołeckiego. W wyborach parlamentarnych z 25 października 2015 ponownie kandydował do Sejmu jako lider lubelskiej listy wyborczej Zjednoczonej Lewicy, nie uzyskując mandatu. W grudniu 2017 zadeklarował zakończenie działalności politycznej. 2 marca 2019 zakończył pełnienie funkcji przewodniczącego TR.

## Postępowania karne
3 października 2024 wraz z dwoma wspólnikami został zatrzymany przez funkcjonariuszy Centralnego Biura Antykorupcyjnego w związku ze śledztwem dotyczącym niekorzystnego rozporządzenia mieniem na szkodę około 5 tys. osób i na kwotę blisko 70 mln zł. Janusz Palikot nie przyznał się do zarzucanych mu czynów. W związku z tymi zarzutami został tymczasowo aresztowany na dwa miesiące. Tymczasowe aresztowanie zostało przedłużone 29 listopada 2024 na kolejny miesiąc, a 30 grudnia 2024 na dalsze 3 miesiące przy jednoczesnym umożliwieniu wpłacenia poręczenia majątkowego w kwocie 2 mln zł do końca stycznia 2025. Po wpłaceniu tej kwoty Janusz Palikot został zwolniony 27 stycznia 2025.
W listopadzie 2024 został nieprawomocnie skazany na grzywnę w kwocie 450 tys. zł grzywny za nielegalną reklamę alkoholu.

## Wystąpienia publiczne i wypowiedzi
W kwietniu 2007 podczas konferencji programowej PO wystąpił w koszulce z napisami „jestem gejem”, „jestem z SLD”. Argumentował, iż chciał w ten sposób ukazać rolę, jaką odgrywać powinna Platforma we współczesnej polityce; jego zdaniem priorytetowym celem partii powinna być obrona mniejszości i „słabych”. 24 kwietnia 2007 podczas konferencji prasowej, poświęconej sprawie lubelskich policjantów oskarżonych o zgwałcenie i molestowanie seksualne kobiet zatrzymywanych w lubelskiej komendzie policji, przemawiał, trzymając w jednej ręce silikonowego penisa, a w drugiej atrapę pistoletu, tłumacząc, iż według niego były to ówczesne symbole prawa i sprawiedliwości w Polsce oraz symbole policji w Lublinie.
22 lipca 2008 podczas programu Magazyn 24 godziny w TVN24 powiedział: „Ja uważam prezydenta Lecha Kaczyńskiego za chama”. Po tych słowach zostało wszczęte postępowanie sprawdzające w sprawie ewentualnego znieważenia, które zostało prawomocnie umorzone.
W kwietniu 2010 Sąd Rejonowy w Lublinie ukarał go grzywną w wysokości 1200 zł m.in. za wykroczenie spożywania alkoholu w miejscu publicznym podczas happeningu na lubelskim rynku.
Stylistyka niektórych jego wypowiedzi doprowadziła do powstania określenia „palikotyzacja” (polityki, życia publicznego), stanowiącego – według osób używających tego pojęcia – pejoratywne określenie na postępującą wulgaryzację lub upotocznienie języka wypowiedzi publicznych oraz stosowanie niekonwencjonalnych rekwizytów lub stylów zachowań w publicznych wystąpieniach. Spośród osób publicznych terminu tego użył na swoim blogu Grzegorz Napieralski. Od tego czasu termin ten bywał używany przez polityków i w różnych mediach.

## Życie prywatne
Był żonaty z Marią Nowińską, z którą ma dwóch synów: Emila i Aleksandra; małżeństwo zakończyło się rozwodem. Jego drugą żoną została Monika Kubat, z którą ma syna Franciszka i córkę Zofię. W 2008 dubbingował postać Sir Brie w filmie Łowcy smoków. Deklaruje się jako ateista, w 2012 dokonał apostazji.

## Wyniki wyborcze
| Wybory | Komitet wyborczy | Komitet wyborczy                                                      | Organ              | Okręg        | Wynik           |
| ------ | ---------------- | --------------------------------------------------------------------- | ------------------ | ------------ | --------------- |
| 2005   |                  | Platforma Obywatelska                                                 | Sejm V kadencji    | nr 6         | 26 275 (6,62%)  |
| 2007   | Sejm VI kadencji | Platforma Obywatelska                                                 | 44 186 (8,81%)     | nr 6         |                 |
| 2011   |                  | Ruch Palikota                                                         | Sejm VII kadencji  | nr 19        | 94 811 (9,32%)  |
| 2015   |                  | KW Kandydata na Prezydenta Rzeczypospolitej Polskiej Janusza Palikota | Prezydent RP       | Prezydent RP | 211 242 (1,42%) |
| 2015   |                  | Zjednoczona Lewica                                                    | Sejm VIII kadencji | nr 6         | 15 115 (3,10%)  |

## Odznaczenia i wyróżnienia
W 2000 prezydent RP Aleksander Kwaśniewski, za zasługi w działalności na rzecz rozwoju polskiej gospodarki, odznaczył go Złotym Krzyżem Zasługi.
W 2005 został odznaczony Srebrnym Medalem „Zasłużony Kulturze Gloria Artis”.
W 2008 wyróżniono go tytułem honorowego obywatela Biłgoraja.

## Publikacje
- 2003: Myśli o nowoczesnym biznesie (wspólnie z Krzysztofem Obłojem), ISBN 83-89405-26-1.
- 2007: Płoną koty w Biłgoraju (wywiad rzeka przeprowadzony przez Artura Sporniaka i Jana Strzałkę), ISBN 978-83-7453-699-8.
- 2008: Poletko Pana P., ISBN 978-83-7453-861-9.
- 2009: Janusz Palikot, Pop-polityka, ISBN 978-83-7453-926-5.
- 2010: Ja Palikot (wywiad rzeka przeprowadzony przez Cezarego Michalskiego), ISBN 978-83-7700-001-4.
- 2011: Kulisy Platformy (wywiad rzeka przeprowadzony przez Annę Wojciechowską), ISBN 978-83-7700-026-7.
- 2014: Zdjąć Polskę z krzyża, ISBN 978-83-280-0959-2.
- 2015: Janusz Palikot. Wszystko jest możliwe. Biografia, ISBN 978-83-7453-296-9.
- 2017: Nic-nic Ontologia na marginesach Leśmiana, ISBN 978-83-939-7997-4.
- 2020: Piwo i dobre jedzenie, ISBN 978-83-745-3422-2.
- 2022: Zapiski z Marakeszu, ISBN 978-83-786-6581-6.
- 2022: Gruzińskie, ISBN 978-83-786-6454-3.
- 2022: Wenecjowanie, ISBN 978-83-786-6574-8.
- 2023: Stany amerykańskie, ISBN 978-83-786-6463-5.
- 2024: Kulisy biznes-show, czyli jak wydałem 220 mln, ISBN 978-83-936-3711-9.